# Фотьойл
Фотьойл (на френски: Fauteuil) е вид мека мебел, тапициран стол с облегалки за ръцете. Рамката е от дърво. Фотьойлът се появява за първи път във Франция през 18 век. Тапицерията може да е от плат или от кожа.
Дървената рамка на старинните модели обикновено е украсена с дърворезба. Фотьойлите са по-ниски и по-удобни от обикновените (кухненски) столове. Често са придружени с табуретка за поставяне на краката.
- 18 век
- 20 век
- 18 век